# Peter Koprivnikar
Peter Koprivnikar, född 2 juli 1976, är en slovensk bågskytt. Han deltog vid olympiska sommarspelen 1996 och olympiska sommarspelen 2000.